# Aviação Leve do Exército Francês
A Aviation légère de l'Armée de terre (ALAT), em português Aviação Leve do Exército de Terra (o Exército Francês é oficialmente chamado de "Exército de Terra" - em francês Armée de terre - assim como a Força Aérea Francesa é oficialmente chamada de Armée de l'air et de l'espace  - em português literalmente "Exército do Ar e do Espaço") é uma arma do Exército Francês. A ALAT foi estabelecida em 22 de novembro de 1954 para tarefas de observação, reconhecimento, assalto e abastecimento. O seu equivalente no Brasil é o Comando de Aviação do Exército.

## História
A Aviação Militar Francesa tornou-se oficialmente parte do Exército Francês em 1912, ao lado dos quatro ramos tradicionais do Exército Francês: infantaria, cavalaria, artilharia e engenheiros. Como tal, desempenhou um papel importante na Primeira Guerra Mundial no apoio ao exército: observação, orientação de artilharia, bombardeio e metralhamento, etc., mas também provou que o ar é um campo de batalha em si mesmo, levando ao destacamento da Força Aérea Francesa do exército em 1934. Após a segunda guerra mundial, sentiu-se que, assim como a Marinha, o Exército precisava de um braço aéreo próprio, distinto da força aérea, o que levou à criação da ALAT em 1954.
Assim, a ALAT participou em quase todos os engajamentos militares franceses e implantações de ajuda humanitária: a Guerra da Indochina Francesa, a Guerra da Argélia, a Guerra do Golfo Pérsico de 1990-91, o conflito libanês, a guerra no Chade, a independência de Djibouti, a Guerra na Somália, as operações na Bósnia e Herzegovina, a Guerra do Kosovo , a ocupação indonésia de Timor Leste, a Operação Licorne na Costa do Marfim, a resposta humanitária ao sismo e tsunami do Oceano Índico de 2004, à Guerra no Afeganistão, e à Intervenção militar na Líbia em 2011.
O emprego de helicópteros armados juntamente com os helicópteros de transporte durante a Guerra da Argélia para lançar tropas em território inimigo deu origem às táticas de guerra aeromóvel que continua hoje.
Foram as máquinas da nascente ALAT que realizaram um número considerável de missões contra os insurgentes argelinos entre 1955, quando o  Groupe d'Hélicoptères  No.2 (GH 2) foi criado, e 1962 quando o domínio francês na Argélia finalmente chegou ao fim. O GH 2 era baseado em Sétif - Aïn Arnat no leste do país, e era equipado principalmente com máquinas para realizar missões de transporte, embora o Vertol H-21C, apelidado de  Banane volante  (“Banana Voadora”) por causa de sua silhueta, logo ingressaria na unidade devido à preocupação com a falta de máquinas que pudessem tanto se defender como realizar missões ofensivas contra os insurgentes. A aquisição dessas máquinas estava nas mãos do licenciado Piasecki, dada a necessidade urgente da França de as possuir devido às circunstâncias. Normalmente, o H-21 podia transportar até 18 soldados, embora as condições operacionais locais (bem como as climáticas) determinassem que os exemplares do exército francês pudessem transportar apenas até cerca de 12 soldados cada. Em dois anos, o GH 2 recebeu a grande maioria dos H-21 adquiridos pela ALAT, que consistia em cinco esquadrões até o final de 1958. Um sexto esquadrão, do braço aéreo naval francês, o  Aéronautique navale , havia operado com GH 2 por pouco mais de um ano.
De 1955 a 1962, o GH 2 participou das principais batalhas, ocorridas perto da fronteira entre a Argélia e a Tunísia, incluindo a batalha de Souk-Ahras em abril de 1958. Os helicópteros, inclusive de tipos como o H-21, o Alouette II , os Sikorsky H-19 e Sikorsky H-34, juntos agregaram mais de 190.000 horas de vôo na Argélia (mais de 87.000 apenas para o H-21) e ajudaram a evacuar mais de 20.000 combatentes franceses da área de combate, incluindo quase 2.200 à noite. No momento em que a guerra na Argélia terminou, oito oficiais e 23 suboficiais da ALAT deram suas vidas no curso de suas funções.
Depois dos experimentos americanos dotando helicópteros de ataques com mísseis anticarro durante as últimas fases da Guerra do Vietnã, e durante as manobras da OTAN, a ALAT trabalhou para criar unidades especializadas nesta área.
Em 1975, a ALAT tinha 500 oficiais, 2500 sargentos e 3500 de outras graduações, ou 2% do exército francês. Quantitativamente, sua frota é de aproximadamente cem aviões, Cessna L-19 gradualmente retirado e substituído por helicópteros e 560 helicópteros (190 Alouette II, 70 Alouette III, 130 SA330 Puma e 170 SA.341 Gazelle mais 110 SA.341 para entregar.

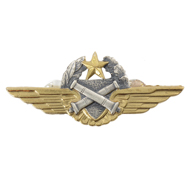
Brevê de piloto observador.
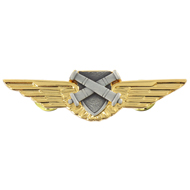
Brevê de mecânico.
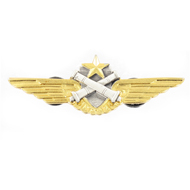
Brevê de piloto.

Qualitativamente, após a entrega das encomendas, havia 360 helicópteros leves, incluindo 170 helicópteros de reconhecimento Gazelle, 180 antitanque que 110 Gazelle armados com mísseis HOT (estes mísseis entraram em serviço até 1978) e 140 helicópteros utilitários Puma. A ALAT voou 170.000 horas de vôo, incluindo 11.000 à noite.

## Aeronaves
A ALAT está atualmente sofrendo com o envelhecimento dos equipamentos e treinamento inadequado de suas tripulações, o que tem causado vários incidentes. De acordo com um relatório da Assembleia Nacional Francesa de 2007  'o potencial da aeronave primária diminuiu drasticamente desde 2004, com o declínio deve acelerar em 2008. Em 2005, após uma longa espera, o ALAT recebeu seu primeiro Eurocopter Tiger. Essas aeronaves são os primeiros helicópteros projetados e desenvolvidos na França especificamente para o combate. 80 aeronaves foram encomendadas para substituir os SA341 Gazelle, dotado de canhões com armas Mistral, a entrega da aeronave final está prevista para 2020. Em 15 de abril de 2011, 30 helicópteros foram entregues ao ALAT, incluindo 16 com capacidade de combate.
| Principais aeronaves da ALAT em 1 de julho de 2020 |                                                          |                                         |        |
| Aeronave                                           | Tipo                                                     | Quantidade                              | Imagem |
| FRA / DEU Eurocopter EC665 Tigre                   | Helicóptero de ataque                                    | 68                                      |        |
| FRA Sud-Aviation SA.342 Gazelle                    | Helicóptero de ataque e de reconhecimento                | 86                                      |        |
| EU NHIndustries TTH90 Caïman                       | Helicóptero médio de transporte                          | 47                                      |        |
| EU Airbus Helicopters H225M Caracal                | Helicóptero médio de transporte                          | 8 (operações especiais)                 |        |
| FRA Aérospatiale AS.532 Cougar                     | Helicóptero médio de transporte                          | 24                                      |        |
| FRA Sud-Aviation SA.330 Puma                       | Helicóptero médio de transporte                          | 46                                      |        |
| FRA Eurocopter Ecureuil                            | Helicóptero leve de formação e treinamento               | 18 implementado desde 2019 pela Helidax |        |
| FRA / DEU Eurocopter EC-120 Calliopé               | Helicóptero leve de formação e treinamento               | 36 disponibilizados pela Helidax        |        |
| FRA Socata TBM-700                                 | Avião de transporte VIP                                  | 8                                       |        |
| SUI Pilatus PC-6/B2-H4 Turbo Porter                | Avião STOL transporte leve e lançamento de paraquedistas | 5                                       |        |

A HeliDax é uma empresa privada escolhida pelo Estado francês em 2008 com o objetivo de fornecer as horas de voo necessárias para o treinamento básico e avançado para pilotos de helicóptero dos exércitos franceses, da Gendarmaria Nacional e do Exército da Bélgica.
A HeliDax, portanto, fornece 36 helicópteros H120 e os serviços de manutenção associados. O primeiro contrato de parceria lançado pelo Ministério das Forças Armadas da França tem como foco o desempenho e a redução dos custos operacionais das aeronaves.
A empresa, sediada na Escola de Aviação Leve do Exército Francês em Dax, tem hoje um acionista: DCI (Defense Conseil International).

## Estrutura
Desde julho de 2016 :

### Commandement de l'aviation légère de l’armée de Terre - Comando de Aviação Leve do Exército
Sediado em Vélizy-Villacoublay.
- 9e Régiment de Soutien Aéromobile (9º Regimento de Suporte Aeromóvel) em Montauban.
- Détachement avions de l'Armée de terre (DAAT) - Destacamento de Aviões do Exército em Saint-Jacques-de-la-Lande.
- École de l'aviation légère de l'Armée de terre (EALAT) - Escola da Aviação Leve do Exército em Le Cannet-des-Maures e Dax.

#### 4e brigade d'aérocombat - 4ª Brigada de Combate Aéreo
Sediada em Clermont-Ferrand. Anteriormente 4e Brigade Aéromobile (4ª Brigada Aeromóvel). 
- 4e Compagnie de Commandement et de Transmissions (4e CCT) - 4ª Companhia de Comunicaçoes e Comando em Clermont-Ferrand
- 1e Régiment d'Hélicoptères de Combat (1e RHC) - 1º Regimento de Helicópteros de Combate em Phalsbourg
- 3e Régiment d'Hélicoptères de Combat (3e RHC) - 3º Regimento de Helicópteros de Combate em Étain
- 5e Régiment d'Hélicoptères de Combat (5e RHC) - 5º Regimento de Helicópteros de Combate em Pau

### Outros regimentos
- 4e Régiment d'Hélicoptères des Forces Spéciales (4e RHFS) - Special Forces Helicopter Regiment em Pau integrante do Comando de Operações Especiais do Exército Francês.

Outros regimentos agora dissolvidos incluem o 2º Regimento de Helicópteros de Combate, o 4º Regimento de Helicópteros de Comando e Manobra (4e Régiment d'Hélicoptères de Commandement et de Manœuvre), o 6º Regimento de Helicópteros de Combate e o 7º Regimento de Helicópteros de Combate.

### Modernização
Durante a década de 2000, a ALAT sofreu com o envelhecimento de seus equipamentos, aliada à falta de treinamento de suas tripulações, fontes de diversos incidentes. De acordo com um relatório da Assembleia Nacional de 2007, "o potencial da aeronave principal apresentou, de fato, uma diminuição acentuada desde 2004, com o declínio a acelerar em 2008".
Em 2005, o ALAT recebeu após uma longa espera seus primeiros Tigres, os primeiros helicópteros projetados especificamente para o combate e desenvolvidos na França. O pedido inicial é de 80 unidades para substituir os  Gazelle SA341 canhão e os Gazelle SA342 Mistral; a entrega dessas 80 máquinas deverá então ser concluída em 2020. Até 15 de abril de 2011, trinta helicópteros foram entregues à ALAT, 16 dos quais com capacidade de combate17. Em 21 de dezembro de 2012, o 40º HAP Tiger foi entregue, enquanto o 1º HAD Tiger foi certificado em janeiro de 2013. Um HAP Tiger foi perdido no Afeganistão. Quatro tigres foram entregues em 2013.
As preocupações da Assembleia Nacional da França referiam-se principalmente à substituição de helicópteros de manobra: "Os que estão em serviço hoje deixarão de cumprir os padrões de tráfego europeus em 2010. Na medida em que os primeiros NH90s destinados a substituir o Puma não serão capazes de não ser entregue antes de 2011, é fundamental estender a vida útil de alguns aparelhos ”(o Puma e o Cougar têm em média trinta anos). 
Em 30 de janeiro de 2012, o Ministro Gérard Longuet anunciou que Paris exerceria uma opção por 34 NH90s além dos 34 já encomendados, ao receber o primeiro NH90 em configuração operacional final em Marignane (sul da França). "Esta entrega do primeiro NH90 TTH em configuração operacional final marca o culminar do maior programa europeu de helicópteros já lançado na Europa", disse Lutz Bertling, presidente da Eurocopter, citado em um comunicado à imprensa. Em maio de 2013, a opção de 34 NH90 tornou-se um pedido firme. Isso elevou o pedido para 68 NH90 no total. O fim das entregas está previsto para 2024.
No entanto, se "as Forças Armadas francesas sofrem, nessas áreas, de uma fragilidade estrutural: a mobilidade aérea tática, baseada em helicópteros e aviões de transporte tático", de acordo com o Livro Branco de Defesa e Segurança Nacional , publicado em 17 de junho de 2008, “o esforço de equipamentos deve ter como objetivo suprir essa lacuna, que hoje pesa sobre a eficácia e autonomia das forças francesas”. O documento recomenda, portanto, “a eliminação do déficit de mobilidade aérea (helicópteros de manobra)” com uma frota de 130 helicópteros de manobra.
Assim, o General do Exército Bertrand Ract-Madoux, Chefe do Estado-Maior do Exército, declara perante a Assembleia Nacional em 17 de outubro de 2012 que o Exército não poderá planejar mais de quatro helicópteros. Caiman NH90 até o final de 2016.
Em 2013, o projeto de lei de programação militar 2014-2019 prevê uma frota menor ao final do que foi anunciado no Livro Branco de 2008 com :
- 140 helicópteros de ataque e de reconhecimento (59 Tigre, 81 Gazelle) ;
- 115 helicópteros de manobra (38 NH90 Caïman, 43 Puma, 26 Cougar, 8 Caracal).

Em 2015, sob o efeito das operações em curso, a estrutura das Forças Armadas mudou e o LPM foi atualizado. Um número ligeiramente superior ao esperado de dispositivos modernos foi anunciado. Em dezembro de 2015, um total de 67 HAD Tigers são esperados em 2025 para uma produção total de 71 unidades.
A fragilidade e o atraso nas entregas do NH90 significam que o Puma se manterá em operação além de 2025: essas aeronaves terão quase cinquenta anos. O Cougar e o Caracal permanecerão em serviço após 2030.
Em fevereiro de 2015, está previsto equipar um total de 58 Gazelle Viviane e 23 SA-342M , este última equipado com a minigun M134; devem permanecer em serviço até 2030.